# Генріх IV (король Франції)
Ге́нріх IV Великий (фр. Henri IV; 13 грудня 1553 — 14 травня 1610) — король Франції у 1589—1610 роках, король Наварри (як Генріх III) у 1572—1610 роках. Засновник французької королівської династії Бурбонів. Французи пов'язували з його ім'ям кінець релігійних воєн 1562-1594 років і набуття права на свободу віросповідання завдяки підписанню ним Нантського едикту.

## Біографія

### Ранні роки

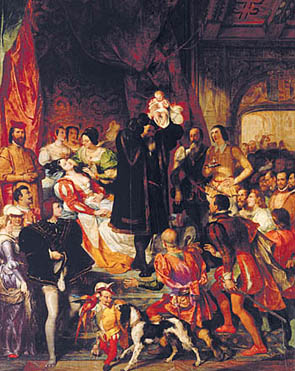
Народження Генріха IV

Генріх IV народився 13 грудня 1553 року в містечку По (Беарн) у фамільному замку. Батько дитини — перший принц крові Антуан де Бурбон, герцог де Вандом. Мати Генріха, що дала йому титул короля Наварри, — Іоанна д'Альбре, дочка Маргарити I Беррійської і Генріха д'Альбре. По материнській лінії Генріх був онучатим племінником короля Франциска I. Дитячі роки Генріха пройшли в рідному замку. З волі діда хлопчик ріс у аскетичному середовищі, не знаючи ні придворної вишуканості, ні умовностей вищого світу. Разом з тим, вже у віці п'яти років при дворі французького короля Генріха II його зустрічали як спадкоємця першого принца крові Антуана Бурбона і короля Наварри. У семирічному віці Генріх був навернений матір'ю в нову віру. Іоанна д'Альбре знайшла для сина вихователя і вчителя з числа ревних протестантів.
1561 року родина Антуана Бурбона — його дружина Йоанна і двоє дітей Генріх і Катерина опинилися в Парижі. Вже в 1557 році, в момент приїзду юного Бурбона до французького двору, виник план одруження спадкоємця Наварри з принцесою Маргаритою Валуа, якому судилося здійснитися через 15 років.

### Перший принц крові
1562 року на початку громадянських воєн, смерть батька дозволила Генріху стати першим принцом крові. Дев'ятирічного спадкоємця удостоїли всіх почесних титулів. Беарнський принц був призначений губернатором і адміралом Гієні. У 13 років він був визнаний спадкоємцем всіх володінь своєї матері Іоанни. Королева Наварри возила його на зустріч з місцевими протестантами. Своє перше бойове хрещення 15-літній Генріх Бурбон прийняв у Ла-Рошелі в 1568-1569 роках, знаходячись поряд з головою протестантської партії принцом Конде і адміралом Коліньї. Юнак виявив неабиякі військові здібності в зіткненні з армією католиків і по праву розділив перемогу з протестантами.
18 серпня 1572 року Генріх Наваррський одружився з Маргаритою Валуа, дочкою короля Франції Генріха II, завдяки чому мав настати кінець ворожнечі між двома партіями. Однак довгоочікуване одруження не виправдало покладених на нього надій. Подружнє життя не відбулося, попри те, що Маргарита Валуа і Генріх Наваррський 28 років офіційно вважалися подружжям. Дружину він ніколи не любив, особливо не приховуючи своїх зв'язків з коханками з числа придворних дам. Марго відповідала йому тим же.

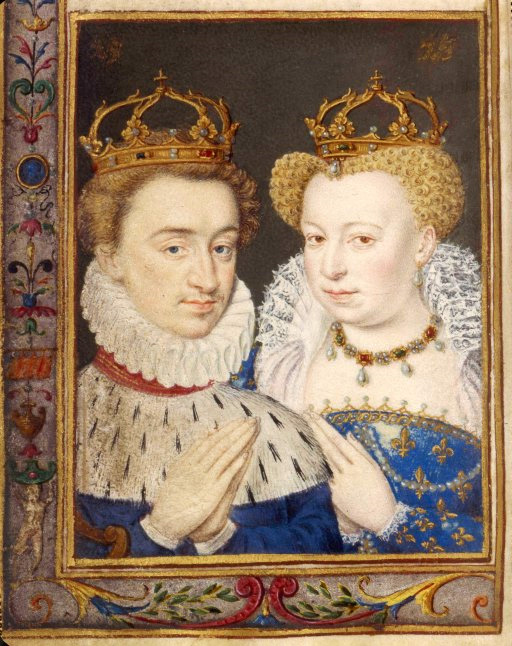
Генріх Наваррський та Маргарита Валуа

Не встигли відлунати весільні привітання, як двір був вражений звісткою про замах на адмірала Коліньї, одного з вождів протестантів, а слідом за цим почалася розправа над протестантами Парижа. Через шість днів після весілля католики підступно напали на гугенотів, які довірливо з'їхалися в Париж на весільні урочистості, і вчинили їм у ніч святого Варфоломія жорстоку бійню. Вся свита Генріха, яка розташовувалася в Луврі, була перебита, але сам він, давши обіцянку перейти в католицтво, уникнув загальної долі. Наступні чотири роки Генріх прожив у Парижі на положенні бранця. Відмову від протестантизму і повернення в лоно католицтва Генріха використали для утихомирення осередка опору — Ла-Рошелі. Його змусили підписати указ про відновлення католицизму і заборону протестантського культу в Беарні. Але прозелітизм міг бути й тактичним ходом Генріха Наваррського. У роки вимушеного полону при дворі Карла IX і Генріха III майбутній король Франції навчився політичній грі, якою майстерно володіло його оточення. Його ніколи не залишала думка про повернення в Беарн.

### Король Наварри
У лютому 1576 року, під приводом поїздки на полювання в Санліс, разом з невеликою свитою Генріх втік спочатку в Алансон, який перейшов на бік гугенотів Франциска, молодшого брата короля, а звідти в Анжу. До цього часу протестанти Південної Франції створили політичну організацію — «Сполучені провінції півдня» — конфедерацію південно-французьких міст. Генріх Наваррський підтримував своїх колишніх однодумців. Але для участі у спільній боротьбі він повинен був відректися від католицизму. Асамблея станів Монтобані оголосила його королем Наварри і покровителем союзу протестантів і помірних католиків. Здобувши владу над південно-західною частиною Франції, яка поширилася між Тулузою і Бордо, Піренеями і Пуату, 24-літній король зробив рішучі кроки для зміцнення протестантського об'єднання. Мирний період у житті Генріха Наваррського був перерваний у зв'язку зі смертю молодшого Валуа герцога Алансонського, що означало згасання правлячої династії: 33-літній король Генріх III не мав потомства. Єдиним законним спадкоємцем престолу залишався принц крові Генріх Наваррський — представник нової династії Бурбонів. Опозиція в особі Католицької ліги висувала на престол свого кандидата — старого Карла Бурбона. Ситуація ускладнювалася тим, що не дрімали зовнішні сили. Іспанський король Філіп II підтримував католицьку опозицію і Карла Бурбона, розраховуючи у випадку удачі на визнання іспанської інфанти Ізабелли першою претенденткою при виборі дружини французького короля. Католицька опозиція допускала іноземне втручання в справи Франції. Проте французи зробили вибір на користь короля, вільного від іноземного тиску.

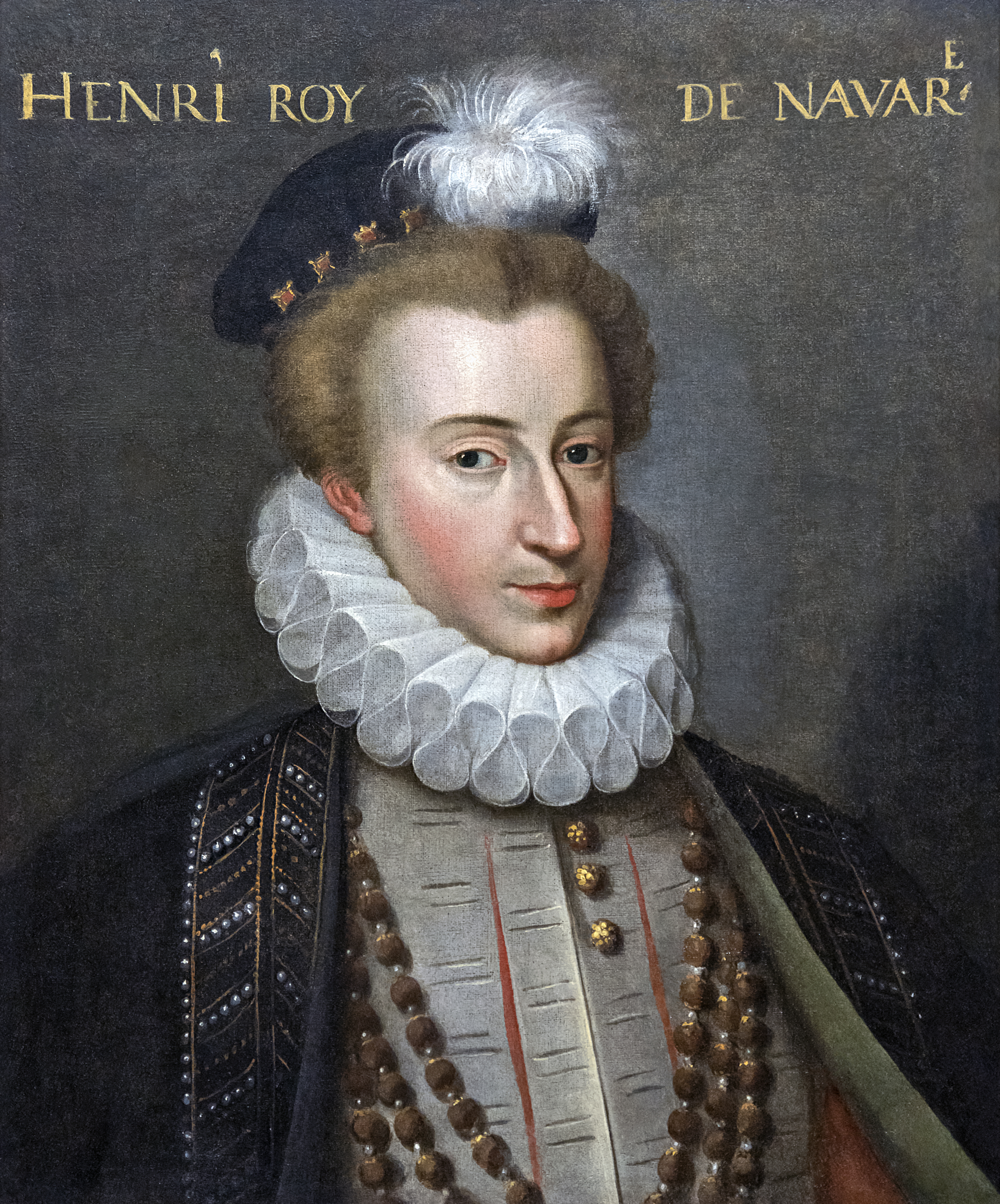
Генріх III Наваррський (1575)

У цей відповідальний час армія Генріха Наваррського почала військові дії. У жовтні 1587 року вона отримала блискучу перемогу над опозицією при Кутра. Але це був тільки початок. Сім років Генріх Наваррський боровся за престол і незалежну Францію. Всі ці роки на його шляху стояла католицька опозиція, підтримувана церквою і Папою.
У цей час громадянська війна досягла найвищого жорстокості. Непримиренні католики об'єдналися в Лігу, очолювану Генріхом Гізом і його братами. Під прикриттям релігійної боротьби лігісти почали плести інтриги проти Генріха III, намагаючись повалити його з престолу. З кожним місяцем король відчував себе в Парижі дедалі незатишніше. Нарешті, в травні 1588 року король Франці втік у Шартр, а в листопаді його охоронці раптово напали на Генріха Гіза і зарізали його прямо перед кабінетом короля. Після цього відчайдушного вчинку між Генріхом III і парижанами вже не могло бути примирення. Головою Ліги став молодший брат убитого Гіза, герцог Маєнський. Генріх став шукати підтримки у короля Наварського і, оскільки не мав своїх дітей, офіційно визнав його у квітні 1589 року своїм спадкоємцем. Обидва Генріхи поєднали свої війська і підступили до Парижа. Облога була в самому розпалі, коли 1 серпня релігійний фанатик Жак Клеман заколов Генріха III кинджалом. 2 серпня гугеноти проголосили Генріха IV королем Франції. Але ватажки католицької частини армії не відважувалися визнати його. Вони оголосили короля Наваррського законним спадкоємцем Генріха III лише за умови прийняття католицтва. Парижани обрали королем дядька Генріха IV, старого кардинала Карла Бурбона, але фактично бунтівниками продовжував керувати Карл Маєнський.

### Боротьба за французьку корону
Будучи смертельно пораненим, Генріх III, останній представник правлячої династії, наказав своїм прихильникам присягнути на вірність Генріху IV Бурбону, наваррському монархові. Проте стати королем Франції той зміг тільки після тривалої боротьби. Генріх Наваррський дедалі більше переконувався, що ключ до умиротворення не у використанні сили, а в дипломатії — переговорах і взаємних поступках. Відхід з політичної арени Генріха III відкривав перед законним спадкоємцем французького престолу дорогу до влади, хоча і досить нелегку. Єретикові з невеликою армією відданих людей протистояла Католицька ліга, підтримувана Папою Римським і Іспанією.
У серпні 1589 року на правах законного спадкоємця французького престолу протестант Генріх Наваррський виступив з декларацією, в якій обіцяв підтримати у Франції католицьку релігію в її цілісності. Декларація не передбачала порушення соціального статусу ні католиків, протестантів, однак обіцяла повернути католикам відібране у них майно. Дворянство в загальній масі було невдоволено заявою претендента на престол. Крім того, до кінця 1589 року майже всі великі міста виступали за Католицьку лігу. На стороні Генріха Наваррського залишалися лише південні та західні міста. На противагу Іспанії і Папі Римському король Наварри міг розраховувати на допомогу англійської королеви, німецьких протестантських князів, Нідерландів і Венеції. Але союзники ставили свої умови. Положення складалося не просте. Крах плану мирних переговорів і національного собору прийти до згоди змусило Генріха прийняти виклик опозиції і готуватися до війни, вдавшись до нової тактики. Він розділив армію на три частини: одну направив до Шампані, іншу до Пікардії, третю — до Нормандії. Північне узбережжя відкривало зв'язок із союзником королівством Англії. З армією меншою чисельністю і з незначною допомогою іноземних найманців Генріх Наваррський осадив Париж. Тривалість облоги змусила його почати переговори з міською владою, яка ні до чого не привела і змусила його дати бій на підступах до Парижа. Генріх Наваррський робив все нові й нові спроби, одночасно підтверджуючи свою декларацію від 4 серпня 1589 року про готовність до примирення. Однак його заклики не знаходили відгуку: страх відлучення від церкви, заявлений Папою Римським, виявився сильнішим.

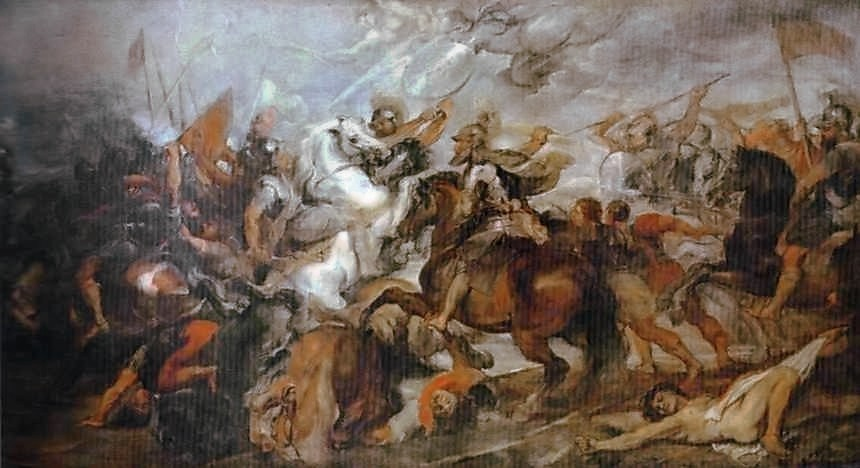
Генріх IV у битві при Іврі

Власних сил для облоги Парижа у Генріха не було. Тому він відступив у Нормандії і чотири роки вів війну між берегами Сени і Луари. Герцог Майенский переслідував його на чолі численнішої армії. Генріх зайняв міцну позицію між трьох річок біля Аркського замку. Протягом двох тижнів відбувалися безперервні сутички, а 21 вересня зав'язався гарячий бій, в якому король показав себе відважним воїном і змусив герцога відступити, хоча той і мав втричі більше сил. Генріх рушив на Париж. 21 жовтня гугеноти заволоділи п'ятьма пасовиськами на лівому березі Сени і розграбували їх. Цим успіхи Генріха поки обмежилися. Він відступив у Тур, який став для нього тимчасовою резиденцією.

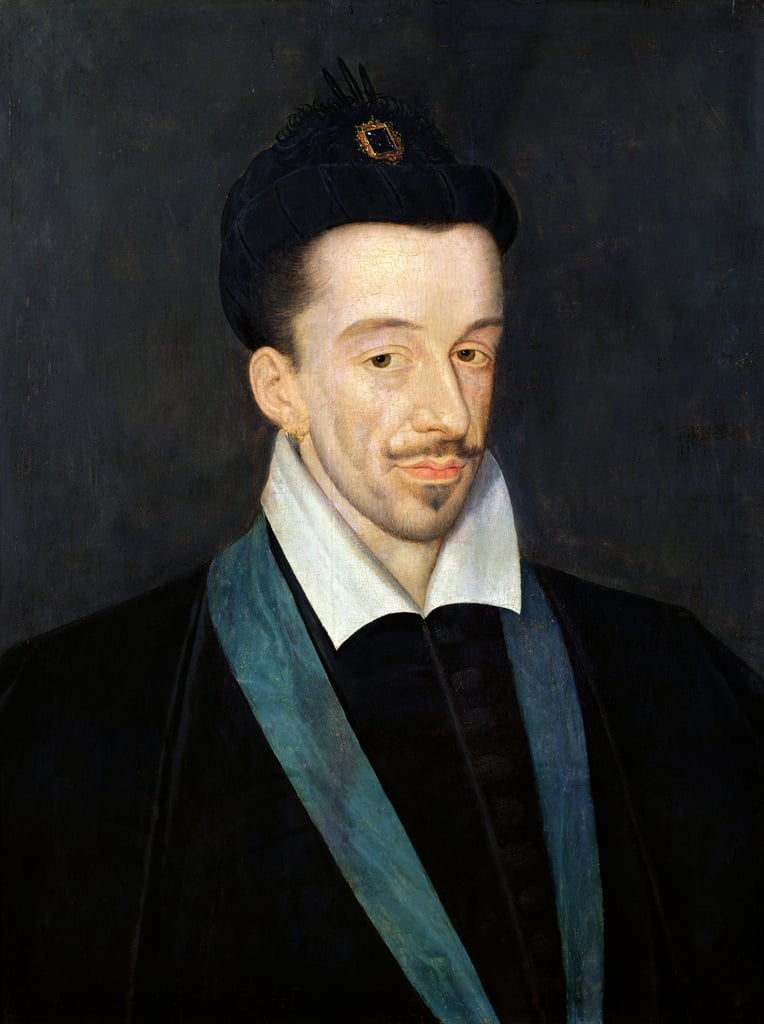
Король Франції Генріх III Валуа

Наступні місяці були дуже важливими для короля. Ще раніше він оголосив, що гугеноти не отримають від нього жодних нових прав, крім тих, які були визначені за договором з колишнім королем, і що він готовий віддати всі релігійні суперечки на суд церковного собору. Як для гугенотів, так і для католиків це були прийнятні умови. Новий король мав привабливу зовнішність і приємний характер. На полі бою він відзначився своєю хоробрістю, а в мирний час залучав своєю дотепністю і добродушністю, іноді удаваною, але завжди люб'язною. Державні люди обох партій все більш переконувалися з його листування і з його способу дій, що Генріх обдарований далекоглядністю і ясним розумом, ненавидить партійні інтриги і вміє «однією рукою завдавати ударів, у той час як інша роздає милостині», відрізняється благородством ідей і твердістю характеру. Французькому народові, стомленому довгими десятиліттями міжусобиць, він уявлявся саме тією людиною, який зуміє відновити внутрішній спокій.
Навесні 1590 року Генріх підійшов до Дре. Герцог Маєнський, бажаючи звільнити цю фортецю від облоги, вступив під Іврі в бій з королем. За словами Мартена, Генріх кинувся в битву з відвагою середньовічного лицаря. У короткий термін армія герцога була розсіяна, і королівські війська переслідували її до самої ночі. Генріх винищив усю піхоту католиків до 1000 вояків кінноти і заволодів більшою частиною їхньої артилерії. Сам глава Ліги збіг без свити в Мант. Цим боєм був вирішений наперед результат війни. Герцог не зважився повернутися в Париж. Старий кардинал Бурбон незабаром помер, і у католиків не залишилося нікого, хто міг би зайняти його місце. Проте військові дії тривали ще кілька років. Генріх підступив до Парижу і почав нову облогу. Незабаром у місті став лютувати голод. Якби не допомога ззовні, городянам довелося б цього разу здатися. Але іспанський король Філіп II, який уважно спостерігав за ходом справ у Франції, відправив на допомогу католикам всю нідерландську армію. У серпні герцог Пармський доставив у Париж продовольство і примусив короля зняти облогу. 1591 року Генріх отримав значну грошову допомогу від англійської королеви Єлизавети, набрав найманців і став всюди тіснити католиків. Були взяті Мант, Омфал.
Тим часом війна тривала. 1592 року Генріх узяв в облогу Руан, який вважався одним з оплотів католицької Ліги. Щоб врятувати столицю Нормандії, герцог Пармський вдруге вторгся у Францію з Нідерландів. Проте до вирішальної битви з іспанцями знову не дійшло. Генріх відступив від Руана, але зберіг сильні позиції в інших місцях. Було очевидно, що військовим шляхом жодна з партій не зможе добитися перемоги.
У січні 1593 року в обложеному Парижі зібралася асамблея прихильників Ліги. На цьому зібранні в порушення традиції престолонаслідування було поставлено питання про вибори короля-католика. З самого початку депутати були у великій скруті: Генріх залишався єдиним законним претендентом на престол. Протиставити йому можна було тільки дочку Філіпа II Ізабеллу, яка по матері була онукою Генріха II. Серед депутатів інфанта мала чимало прихильників, але навіть завзяті з них розуміли, що поставити на чолі Франції жінку, і до того ж іспанку, буде нелегкою справою. Дебати лігерів тривали півроку, але вихід так і не був знайдений. Тим часом ця ситуація підштовхнула Генріха Наваррського на рішення про зречення від протестантської віри, якого давно від нього чекали, що він і зробив 25 липня 1593 року на католицькій службі у верденському храмі, після чого єпископ Бурзький урочисто оголосив про його повернення в лоно римської церкви. З цього приводу Генріху IV приписується вислів «Париж вартує меси». Гугеноти, хоча і засуджували Генріха за зміну віросповідання, продовжували тримати його бік, розуміючи, що цей король ніколи не почне проти них релігійних переслідувань.
Зречення від протестантської віри і причащання за католицьким обрядом не мали сили без санкції римського престолу. Генріх Наваррський повинен був постати перед Папою. Замість цього він відправив у Рим Клементу послання, на яке Папа не відповів. І спадкоємець престолу за підтримки галліканської церкви коронувався без папського благословення.
За роки війни Генріх проявив себе як хоробрий воїн, розумний і далекоглядний політик, і користувався симпатіями у значної частини французів. Ледь парижани дізналися про повернення Генріха до лона римської церкви, як поспішили у Вердені вітати його як свого короля. Герцог Маєнський марно закликав своїх прихильників до зброї і переконував їх не вірити королю. Його ніхто не хотів слухати. Міста і вельможі поступово припиняли боротьбу, одні добровільно, а інші продаючи свою вірність на більш або менш вигідних умовах. Він вступив у січні 1594 року в Мо, яке було здане йому комендантом цього міста Вітрі. Потім отримав Орлеан і Бурж від Ла-Шатра і Екс у Провансі від місцевого парламенту.

### Король Франції

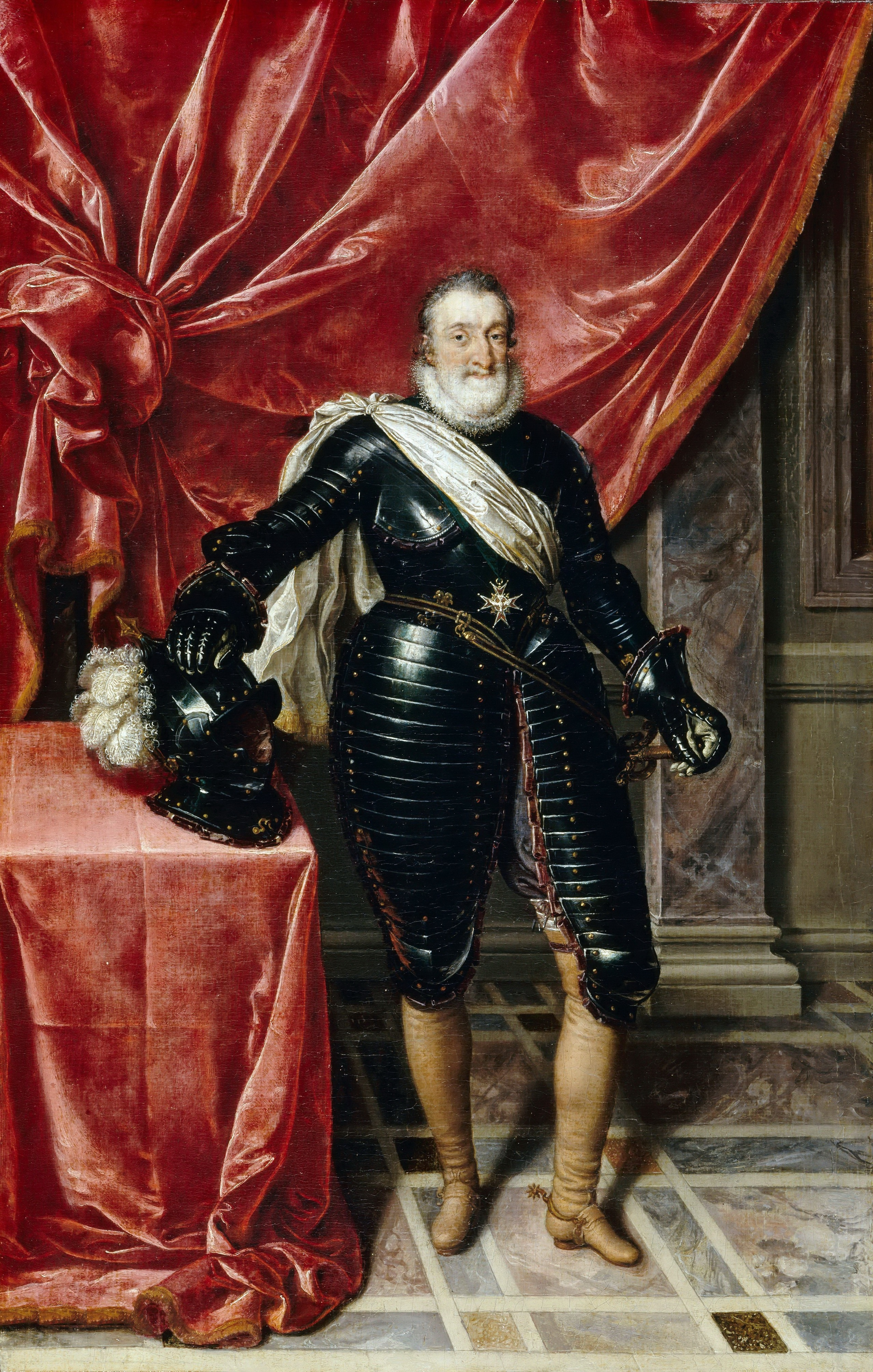
Король Франції Генріх IV

#### Коронування і збирання земель

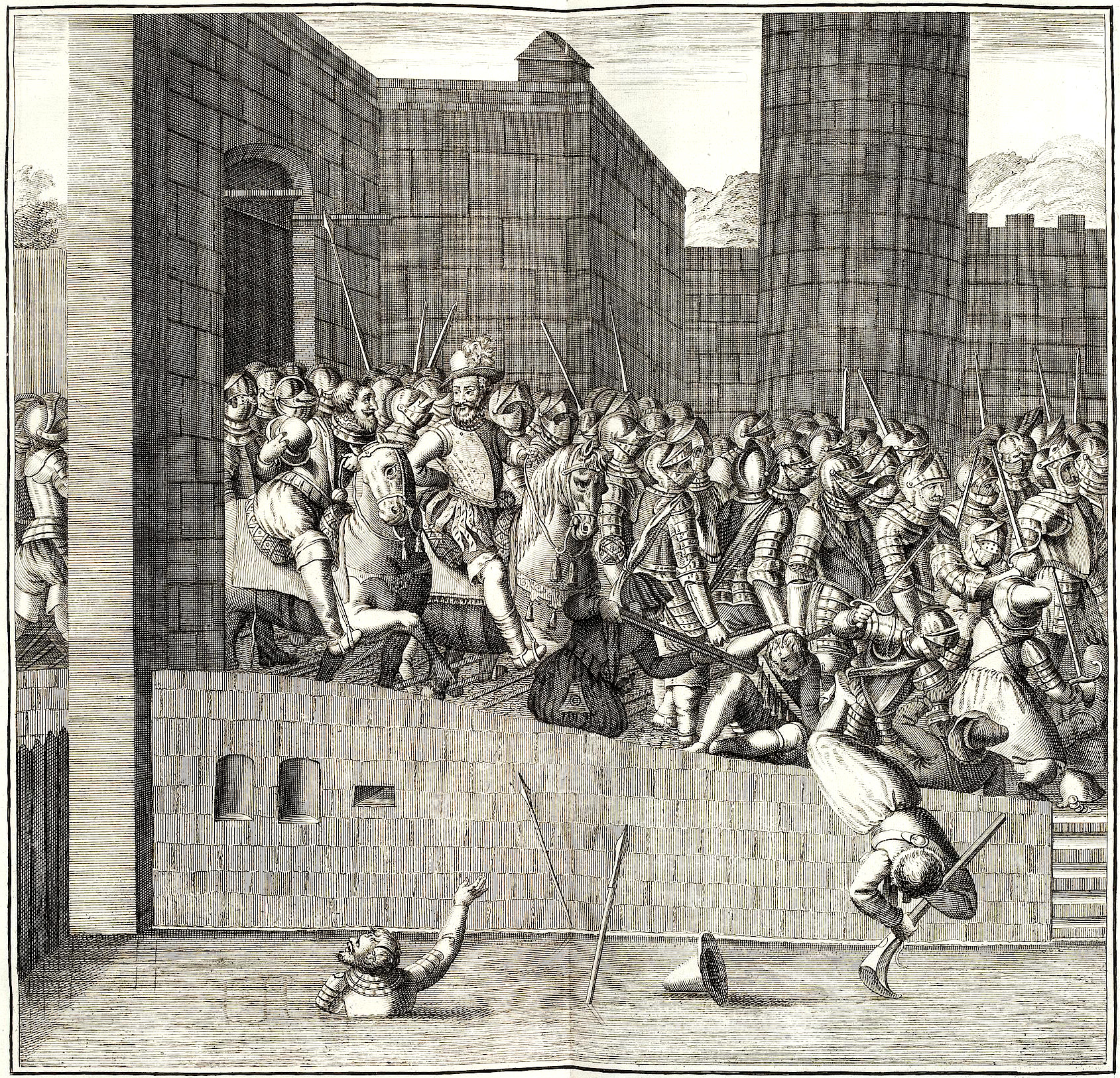
Вхід Генріха у Париж 22 березня 1594 року

27 лютого 1594 року, всупереч традиції, в Шартрі, а не в Реймсі, відбулася урочиста коронація. А 22 березня Генріх IV без бою увійшов у Париж. Гарнізони Филипа II покинули місто. Парижани у сумніві і страху очікували перших розпоряджень нового короля. Тоді ж були закінчені переговори про здачу Руана. Лаон, Ам'єн та інші міста Пікардії, вважалися колискою Ліги, один за іншим відкривали свої ворота. Карл Гіз, племінник герцога Маєнського, віддав Генріху Шампань. Кожен з таких договорів коштував королю численних поступок у вигляді роздачі почесних відзнак, політичних прав і особливо грошових сум. Генріх щедро роздавав титули, призначав пенсії, сплачував чужі борги, воліючи відшкодувати  матеріальні витрати кровопролиття. Але там, де переговори не давали очікуваного результату, король пускав у хід зброю. У липні 1595 року в битві при Фонтене Франсез він завдав поразки своєму старому ворогу герцогові Маєнському і відібрав у нього Бургундію. Але потім уклав з ним дуже стерпний договір, намагаючись всіляко щадити його політичні та релігійні почуття: скрізь, де це було можливо, король намагався бути вище особистої ворожнечі.
Генріх IV прийняв єдине розумне рішення не переслідувати своїх супротивників і не конфісковувати їхнє майно, сподіваючись своєю миролюбністю роззброїти колишніх ворогів. Однак не всі міста беззастережно прийняли короля. Жителі ряду міст як на півночі, так і на півдні Франції небезуспішно намагалися викупити свої міські свободи і право на відправлення протестантського культу. Син убитого Генріха Лотарінгського герцог Гіз віддав Генріху IV Реймс за 3 млн ліврів. Король без коливань йшов на ці угоди, прагнучи переконати своїх нових підданих в тому, що головна мета його дій не стільки заслужити титул першого сина церкви і короля, скільки подбати про згоду і об'єднання всіх французів. Цим зусиллям короля протидіяла активність Католицької ліги і її іспанського покровителя: Філіпа II, який тримав свою скарбницю відкритою для оплати солдатів у Франції. Зречення і коронація Генріха Наваррського без санкції римського престолу викликали неоднозначну реакцію як у самій Франції, так і в Римі.
Папа Римський побоювався зайвої самостійності французів. Генріх IV, оголосивши себе захисником католицької церкви, зовсім не бажав розриву з Римом. У 1595 році Папа Римський дарував Генріху відпущення гріхів, знявши з нього відлучення від церкви і проголошення єретиком. З метою припинення міжконфесійної ворожнечі Генріх IV 13 квітня 1598 року підписав Нантський едикт, який дарував свободу віросповідання протестантам. Хоча гугеноти і не були повністю зрівняні в релігійних правах з католиками, вони отримали право на свободу проповіді, шкільного викладання і богослужіння на території всієї Франції, за винятком Парижа. Були скасовані всі судові вироки, винесені на релігійному ґрунті. Протестанти отримали доступ до всіх державних і громадських посад, могли збирати з'їзди з політичних та релігійних питань, а також мати своїх уповноважених при дворі та  державній раді. Як і слід було очікувати, католики і протестанти спочатку були незадоволені едиктом, вважаючи, що протилежна сторона отримала дуже великі поступки. Королю довелося витратити ще чимало сил, перш ніж едикт став основою релігійного миру.
Незабаром після цього війни гугенотів закінчилися і Генріх IV нарешті зміг об'єднати всю Францію під своєю владою. Разом зі своїм міністром Сюллі проводив політику протекціонізму — політику, спрямовану на підтримку національного виробництва та торгівлі.

#### Повсякденне життя
Генріх Наваррський став королем Франції і Наварри у 42 роки. Здоров'я його було підірвано. Генріха долали хвороби: камені в нирках, напади гарячки і безсоння. Однак він не залишив старих звичок: полювання та азартні ігри, верхову їзду і чуттєві задоволення. Хвороби нирок і шлунку не стримали короля від звичного столу — дичини, фруктів і устриць; останніх він волів поглинати прямо в раковинах. Коли в Луврі розмістився його двір, він любив свій кабінет. Обмірковуючи державні справи, король часто ходив по галереях, по алеях Тюїльрі або сідлав коня. Улюбленими місцями його відпочинку були замки Монсо, Фонтенбло і Сен-Жермен-ан-Ле, де він відчував себе у своїй стихії. Змінилися придворні свята. Замість турнірів стали модними карусель, театралізовані вистави: живі картини і балет. Генріх IV був великим любителем цього мистецтва. Двір короля успадкував від минулого любов до італійської комедії. Користуючись послугами своїх радників, Генріх IV проявляв більшу самостійність, принципові рішення як у зовнішній, так і внутрішній політиці він волів приймати сам.

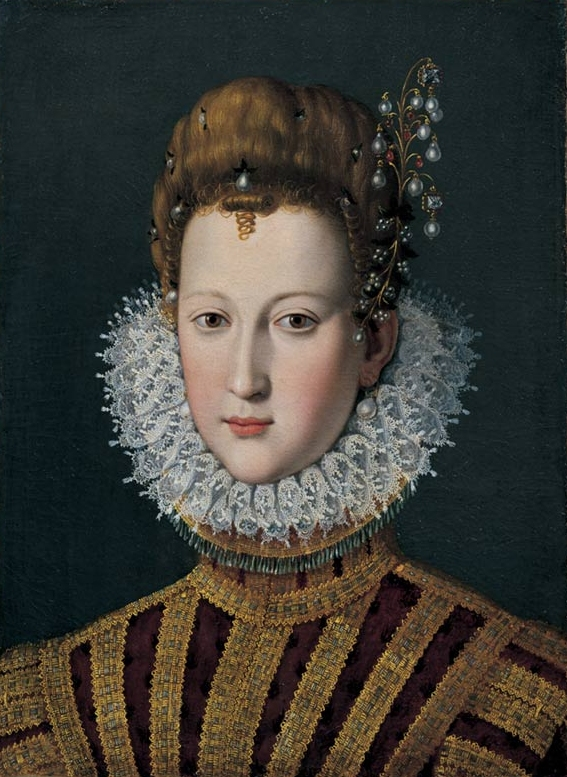
Марія Медічі

1599 року Генріх отримав формальне розлучення з Маргаритою Валуа, з якою і так фактично не жив із самого весілля, і одружився з Марією Медічі. Марія згодом народила трьох дочок і трьох синів, включаючи спадкоємця престолу Людовика. При цьому король не рвав зв'язків зі своїми тодішніми фаворитками, Генрієттою д'Антраг, а згодом Маргаритою Монморансі.

#### Посилення влади

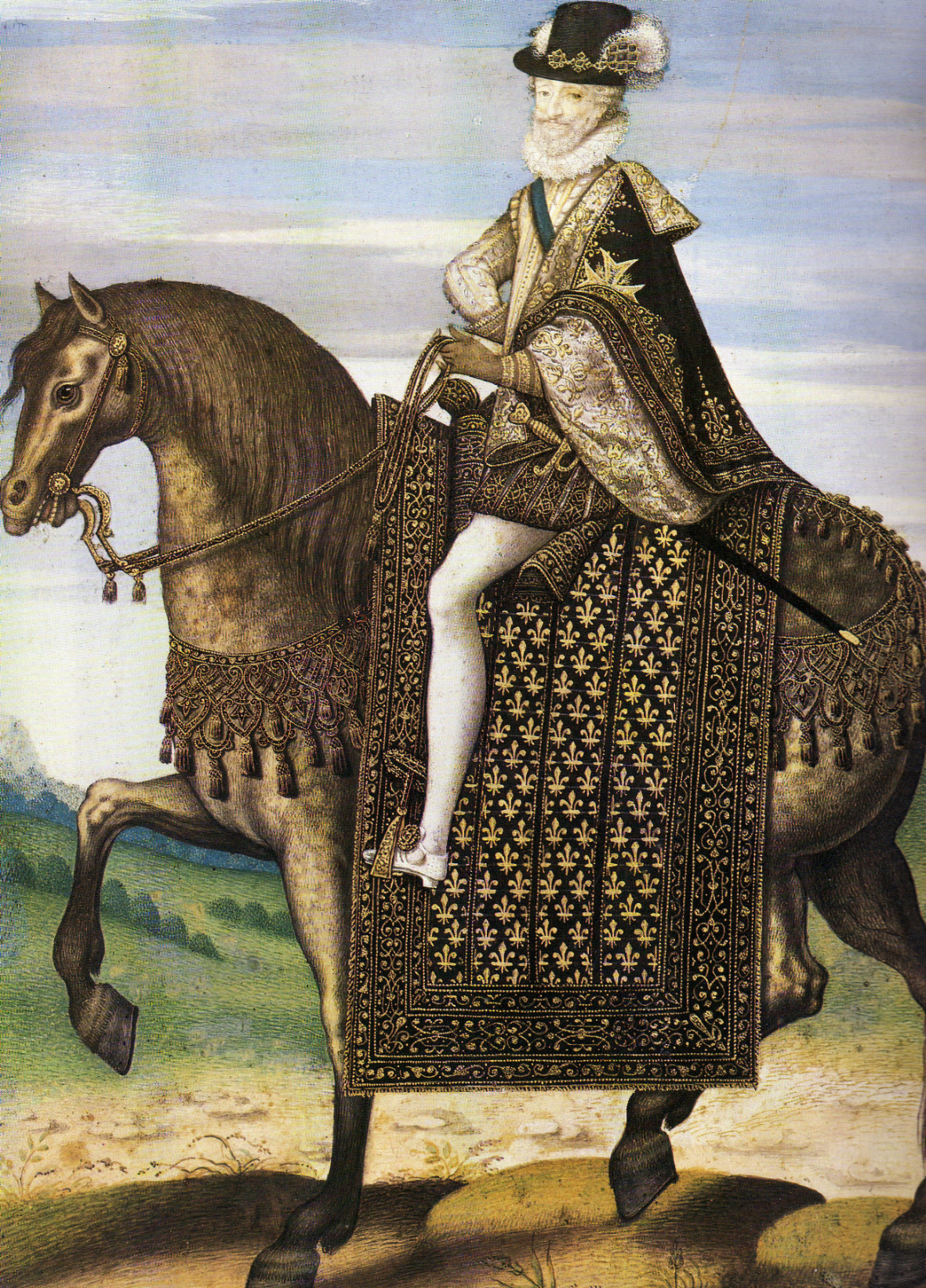
Генріх IV

У січні 1595 року Генріх IV оголосив війну Іспанії. 1595 року іспанці взяли Камбре, 1596 року — Кале і, нарешті, в 1597 році — Ам'єн. Але, попри ці успіхи, Філіп, як і раніше не мав ніякої надії повалити Генріха. Грошей на продовження війни в нього не було, і в травні 1598 року іспанський король погодився на сепаратний Вервенський мир. Всі здобуті ним провінції були повернуті Франції. Останнім оплотом лігістів залишалася Бретань, захоплена герцогом Меркером. Цим договором французький міністр Максимільян Сюллі намагався послабити ворогів Франції, посилити васалів, оточити її поясом нейтральних держав, які юридично були б під її егідою, а фактично під її командою. План Сюллі відомий тільки з його мемуарів. Дійсність була дещо іншою. Не випускаючи з уваги ідеї природних кордонів для своєї країни, Генріх IV діяв у зовнішній політиці за іншим принципом, який отримав у цей час широку практику. Це був принцип «політичної рівноваги». Якщо держава в XVI столітті ставала національною, тобто будувалася на основі господарської єдності території і пов'язаної з ним єдності мови і культури, то в своїх відносинах до інших держав воно прагнуло забезпечити це ціле від їхніх зазіхань. Практично у зовнішній політиці це призводило до прагнення зберегти співвідношення сил між європейськими державами, що історично склалося, й створити противагу державі, яка швидко збільшується; при захопленнях, здійснених сильною державою, — компенсувати найслабшій в цілях відновлення все тієї ж «рівноваги». Звичайно, всі такі «принципи» були дійсні лише до тих пір, поки було неможливо або небезпечно порушувати їх силою.
Генріх IV керувався «принципами», поки було небезпечно іншим способом округляти і розширювати межі Франції. «Я погоджуюся з тим, — говорив він, — що країна, населення якої говорить іспанською, повинна залишатися у володінні Іспанії, а країна, де населення говорить німецькою, повинна належати Німеччини. Але ті землі, в яких населення говорить французькою, повинні належати мені». Практично Генріх прагнув до двох цілей: послабити могутність династії Габсбургів і підтримати рівновагу між європейськими державами, яка була вигідна для Франції. Тому він продовжував зберігати дружні стосунки з Англією, яка допомогла йому, як протестанту і ворогу Іспанії, заволодіти французьким престолом. Проте в той же час Генріх таємно протидіяв планам англійських моряків і торговців й підступам англійських дипломатів в Італії і на Сході, де Франція сильно зміцнилася з часу Франциска I. Внаслідок цього посли Генріха IV в Лондоні — Тюмері, Гарле де Бомон і Ла Бордері — завжди стояли перед важким завданням поєднувати дружбу з Англією з протидією прагненням цієї держави зайняти провідну позицію.
Також в цілях ослаблення Габсбургів Генріх IV сприяв укладенню миру між Іспанією і Голландією. Таким чином, французький король сприяв визнання Іспанією незалежності відпалих від неї 7 північних провінцій Нідерландів. На Сході, в Османській імперії, Генріх відновлював французький вплив, який похитнувся впродовж релігійних воєн, за допомогою успішної дипломатичної діяльності своїх послів Савари де Брева і Жана де Гонто Бірона. Пільги, отримані Франциском І в 1535 році, були повністю відновлені в 1604 році: всі держави, які бажали торгувати з Османською імперією, повинні були надсилати туди свої кораблі під французьким прапором. Виняток становили англійці, які зуміли добитися від султана в 1599 році права входити в його порти під власним прапором. Дружба Генріха із султаном була засобом залякування імператора Габсбурга навалою османської армії, а іспанського короля Габсбурга — нападом османського флоту. І те й інше було запорукою безпеки Франції.
Одночасно Генріх не заважав поширювати чутки про своїх християнські наміри завоювати Схід, вигнати султана з Європи і оголосити проти нього хрестовий похід. Стосовно німецьких князів Генріх також тримався реальної політики. Його уповноважений Боннар запевняв німецьких протестантських князів, що перехід Генріха з протестантизму в католицизм не повинен їх бентежити; дружнє ставлення короля до німецьких князів залишається незмінним, як і його бажання бути захисником «споконвічної німецької свободи». Оскільки були сильні князі, був слабкий імператор, вічний ворог Франції Габсбург. Генріху IV вдалося врешті-решт створити коаліцію проти Габсбургів і розпочати боротьбу з ними. Однак кинджал вбивці не дозволив йому довести задумане до кінця. На життя Генріха IV неодноразово робили замах. Як правило, це були ченці — капуцини, не без впливу єзуїтів. Ними рухало бажання розправитися з протестантом, який заволодів престолом.

### Замах і смерть

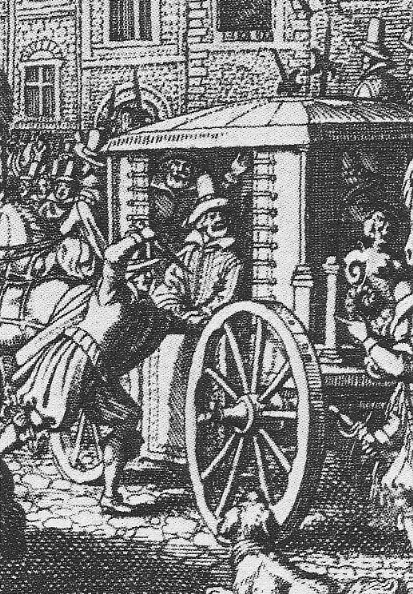
Вбивство Генріха IV

Генріх IV був убитий у Парижі 14 травня 1610 року. Генріх їхав у кареті для огляду нових гармат в арсеналі. На вузькій звивистій вулиці Залізних рядів королівський екіпаж повинен був зупинитися, щоб пропустити віз із сіном. Тоді на колесо вскочив вбивця короля Франсуа Равальяк, просунув голову у вікно карети, відкрите через спеку, і завдав йому удар з ліктя. Ледве дихаючи, король обернувся в кареті до того, хто сидів поряд — де Монбазана, і скрикнув: «Мене поранено!», — після чого отримав другий удар у груди, який уразив легеню і розітнув аорту, а потім третій. Генріх помер на місці. Як згодом писав Максимільян Сюллі: «Природа нагородила государя всіма дарами, тільки не дала благополучної смерті». Політика компромісів, прагнення поставити державні інтереси вище конфесійних обернулися для Бурбона смертю.
Ввечері 14 травня 1610 тіло покійного приготували до прощання. Півтора місяця труна з забальзамованим тілом стояла в Луврі. Поховання відбулося в королівській усипальниці абатства Сен-Дені 1 липня. Серце короля, згідно з його розпорядженням, було передано для поховання в каплиці єзуїтській колегії в місті Ла-Флеш.

## Образ Генріха IV серед нащадків

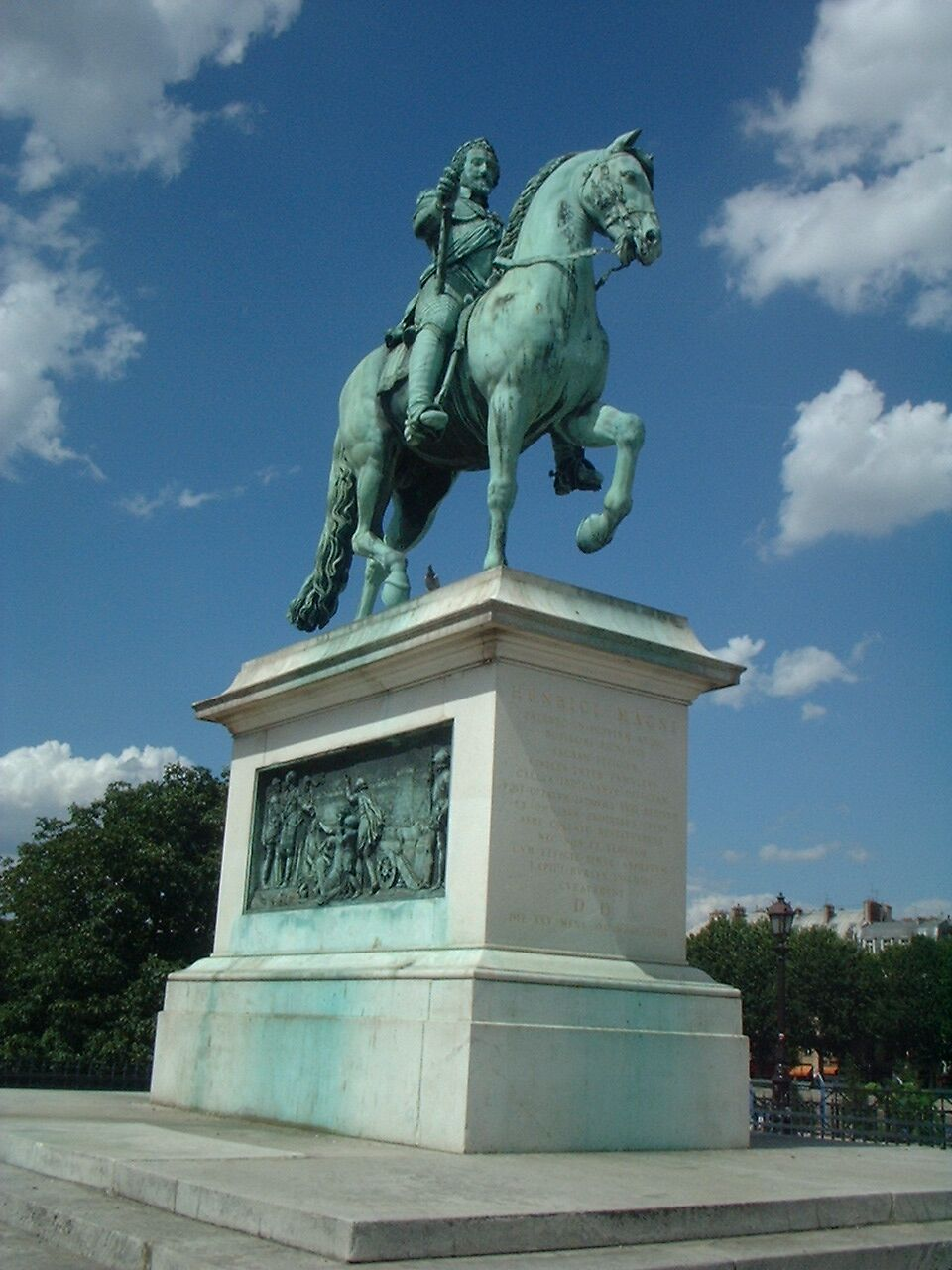
Статуя Генріха IV на Новому мосту в Парижі

Діяльність Генріха IV, який прагнув добробуту та миру серед підданих, значною мірою відповідала потребам народу, в пам'яті якого Генріх Наваррський залишився як фр. le bon roi Henri — «Добрий король Генріх». На початку XVIII століття в епічній поемі Вольтера «Генріада» короля зображено ідеалізованим героєм, правив Францією «і по праву завоювання, і по праву народження». До народного образу Генріха IV апелювали Бурбони при спробах Реставрації наприкінці XVIII — на початку XIX ст., а потім і за самої Реставрації. Йому присвячена знаменита пісня Колло «Vive Henri Quatre» — «Хай живе Генріх Четвертий, хай живе хоробрий король, цей чотири рази чорт, що мав потрійний дар: пити, воювати і бути галантним кавалером», яка була дуже популярною в епоху Наполеонівських війн і пізніше.

## Родина

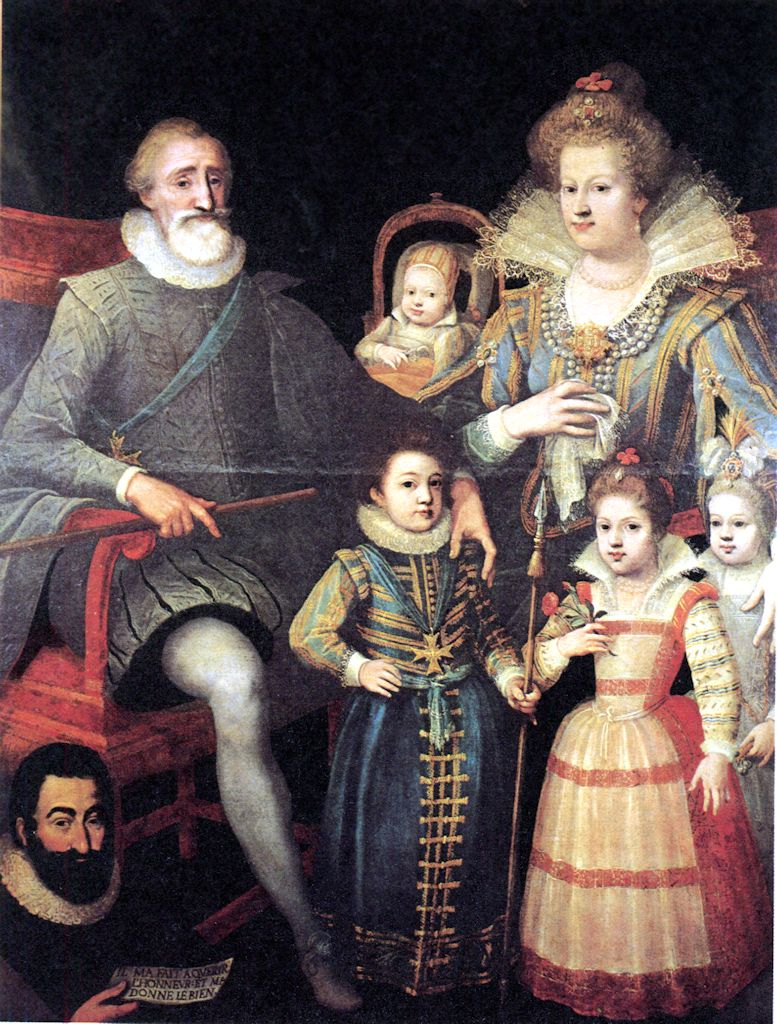
Генріх IV і королівська сім'я: дружина Марія Медічі і її чотири дитини, Людовик XIII Справедливий, Єлизавета, Христина і Гастон

1 Дружина — Маргарита Валуа (1553—1615), відома як королева Марго, королева Наваррська.

Діти: не було
2 Дружина — Марія Медічі (1572—1642), королева Франції.
Діти:
- Людовик XIII (1601—1643) — король Франції.
- Ізабелла (1603—1644) — королева Іспанії (з 25 листопада 1615 року), Бордо, чоловік — Філіпп IV (1605—1665) — король Іспанії.
- Крістіна де Бурбон (1606—1663) — герцогиня Савойська; в шлюбі з 1619 року з Віктором Амадеєм I (1587—1637) — герцогом Савойським.
- Ніколя де Бурбон (1607—1611) — герцог Орлеанський.
- Гастон Орлеанський (1608—1660) — герцог Орлеанський; перша дружина з 1626 року — Марія де Бурбон-Монпансьє (1605—1627) — герцогиня де Монпансьє; друга з 1632 року — Маргарита Лотарінгська (1615—1672) — принцеса Лотарінгська.
- Генрієтта-Марія де Бурбон (1609—1669) — королева Англії; в шлюбі з 13 червня 1625 року з Карлом I (1600—1649), королем Англії.

## Генеалогія

### Фаворитки
Крім того, Генріх IV мав 11 визнаних позашлюбних дітей, з яких найвідоміший Сезар де Бурбон (1594—1665), герцог де Вандом і де Бофор, який поклав початок побічній лінії.
Генріх IV взагалі був велелюбний і мав у своєму житті стосунки з багатьма жінками різного стану. Так, під час паризького полону він кілька років був захоплений фрейліною Катерини Медичі, Шарлоттою де Бон-Самблансе. 1578 року Катерина Медичі привезла Маргариту в Гасконь і вісімнадцять місяців гостювала у зятя. Між двома дворами, мабуть, відбулося повне примирення. Генріх захопився тоді фрейліною Маргарити Францискою де Монморансі-Фоссе, а з 1582 року його обраницею на довгі роки стала Діана д'Андуен, графиня Грамон, прозвана Прекрасною Коризандою. Вона стала першою зі знаменитих фавориток Генріха. За свідченням сучасників, Коризанда, крім краси й розуму, мала багато інших переваг, і серед них — мужність і безкорисливість. За відсутністю дружини Маргарити, яка з 1580 року жила в Парижі, Коризанда грала роль королеви при наварському дворі. 1586 року Генріх вирішив одружитися з нею. Але Тюреннь і д'Обіньі, його вірні друзі, які вміли відверто говорити неприємну правду, відмовили його від цього необачного кроку. І справді, до 1589 року пристрасть короля до Коризанди охолола.

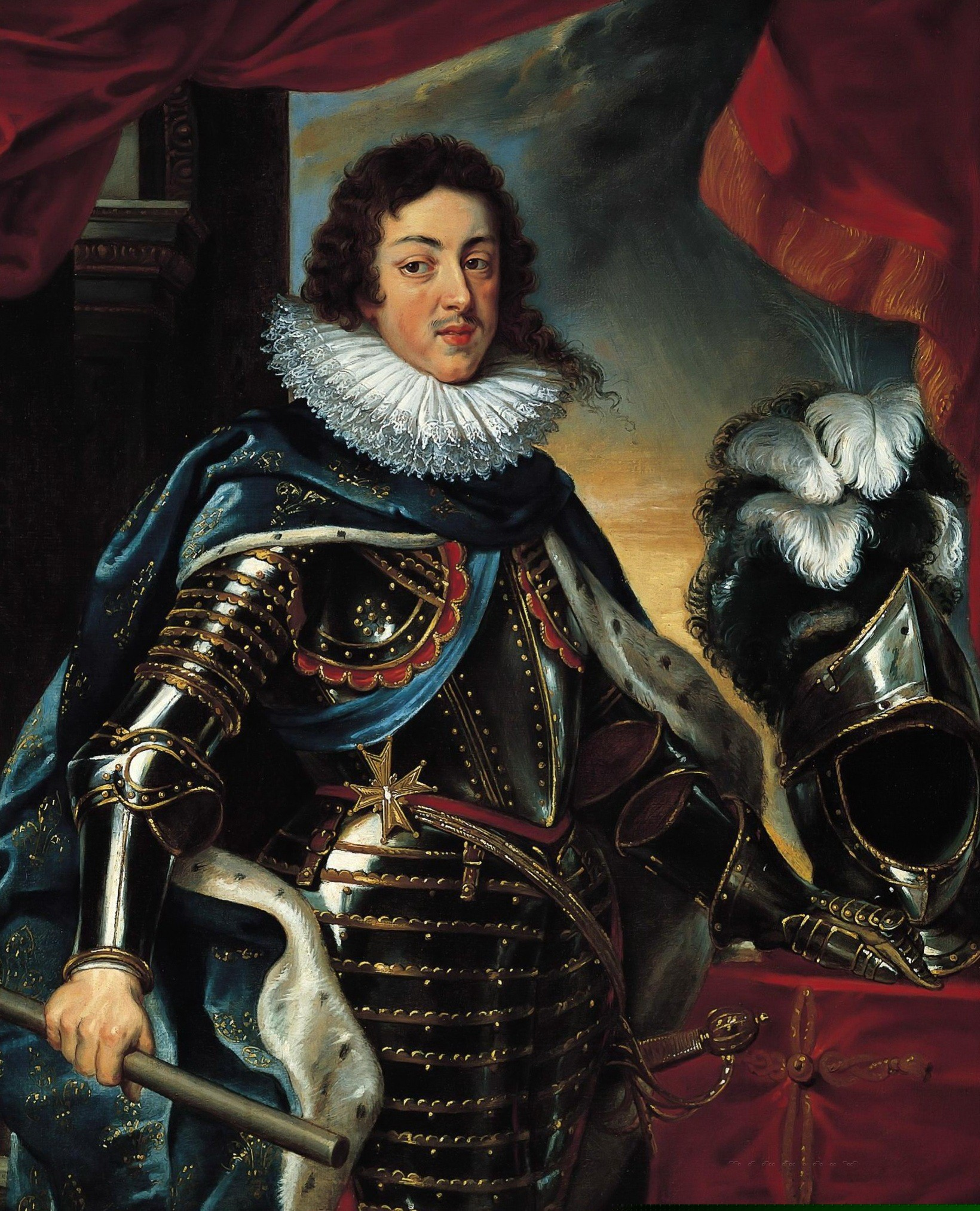
Людовик XIII Справедливий, пензля Пауля Рубенса

У 1591 році в Манті король вперше побачив Габріель д'Естре, яка стала на кілька років його новою коханою. Втім, Генріх не відразу домігся від неї взаємності. Помітивши залицяння короля, Габріель виїхала з Манта до Пікардії, в замок Кевр. Попри воєнний час і на те, що ліс, який оточував Кевр, був наповнений ворожими пікетами, закоханий Генріх із п'ятьма товаришами поскакав за нею слідом. Переодягнувшись селянином, з оберемком соломи на голові, він знову з'явився перед своєю коханою, але та з презирством вигнала його геть. Тоді Генріх змінив тактику і влаштував шлюб Габріели з літнім вдівцем де Ліанкуром, якого він потім прибрав під пристойним приводом. Габріель, нарешті, здалася, але була для короля не дуже вірною подругою.
Під час боротьби Генріха за французьку корону Габріель була головною фавориткою короля. Під час другої облоги Парижа вона займала невеликий павільйон на висотах Монмартру, а в червні 1594 року в замку Кусі поблизу Ліона народила від Генріха сина Сезара. Приїхавши в Париж, король узаконив дитину й оголосив, що починає розлучення з Маргаритою Валуа. Очевидно, він збирався потім одружитися з Габріелою. У березні 1595 року фаворитка стала маркізою Монсо, а в 1597 — герцогинею Бофор. Король повідомляв Габріелі про всі розбрати, відкривав їй всі свої душевні рани, і вона завжди вміла вгамувати причину його страждання. За роки фавору вона народила від Генріха ще доньку Катерину Генрієтту й сина Александра. Але Габріель так і не дожила до розлучення короля. Вона раптово померла в квітні 1599 року (як думали тоді, від отрути). Коли нещасний Генріх дізнався про цю трагедію, з ним стався нервовий приступ і він зліг.
Проте король не міг довго сумувати. Через сім місяців після смерті Габріели він отримав формальне розлучення з Маргаритою і незабаром вже був стурбований відразу двома серцевими справами: сватанням до Марії Медічі і залицянням за Генрієттою д'Антраг. З усіх фавориток короля ця виявилася найрозважливішою. Перш ніж відповісти Генріху взаємністю, Генрієтта зажадала від нього формальний письмовий договір: король обіцяв вступити з нею в законний шлюб, щойно вона народить йому сина. Крім того, Генрієтта отримала з нього за першу ніч сто тисяч франків. Незабаром фаворитка завагітніла. Генріх вже домовився про укладення шлюбу з Марією Медічі, й опинився в скрутному становищі. Він посвятив Генрієтту в маркізи Вернейль, обіцяв видати її заміж за принца крові герцога Неверського, але та уперто відмовлялася повернути наданий їй документ і погрожувала скандалом. У липні 1600 року Генрієта народила мертву дівчинку, і це нещастя позбавило короля від необхідності виконувати свою обіцянку. Фаворитка зменшила тон, стала більш поступливою. Король продовжував плекати до неї ніжні почуття.
Між тим, у грудні 1600 року Генріх відсвяткував весілля з Марією Медічі. У січні дружина вже наскучила Генріху, і він повернувся в обійми Генрієтти. 1601 року обидві дами народили королю синів: королева — дофіна Людовіка (згодом Людовика XIII), фаворитка — Гастона Генріха (згодом — герцога Вернейля). Наступного року картина повторилася: Марія Медічі народила доньку Єлизавету, Генріетта — Анжеліку. 1604 року через це Генріх навіть поплатився через це змовою, в якій найактивнішу роль грав батько фаворитки старий д'Антраг. Змовники планували заманити Генріха до маркізи Вернейль, убити його, а королем проголосити її сина Гастона. Суд засудив д'Антрага до смерті, а його дочку — до довічного ув'язнення в монастирі, але король дозволив старому піти в свій маєток, а Генрієтту оголосив невинною. Він знову зійшовся з фавориткою, хоча вже добре знав її злий і скандальний характер. Маркіза безсоромно експлуатувала королівську щедрість, випрошуючи за кожну ласку гроші. Вона постійно намагалася принизити королеву і начисто посіяла розбрат між Марією та чоловіком.
Тільки нове захоплення Генріха позбавило його від цього ганебного зв'язку. У січні 1609 року на балеті, влаштованому Марією Медічі, Генріх захопився чотирнадцятирічною дочкою конетабля Монморансі Маргаритою. За звичаєм, король постарався першим ділом видати нову кохану заміж і вибрав їй у дружини принца Конде. Але як тільки принц став чоловіком, він всіма силами став оберігати Маргариту від короля. У листопаді 1609 року він зважився втекти до Фландрії. Розсерджений король став клопотати про розірвання їхнього шлюбу. Але ці клопотання залишилися незавершеними через трагічну смерть Генріха.